# عود صيني
عود صيني (الاسم العلمي:Aquilaria sinensis) هو نوع من النباتات يتبع جنس العود من الفصيلة المثنانية.

## معرض صور

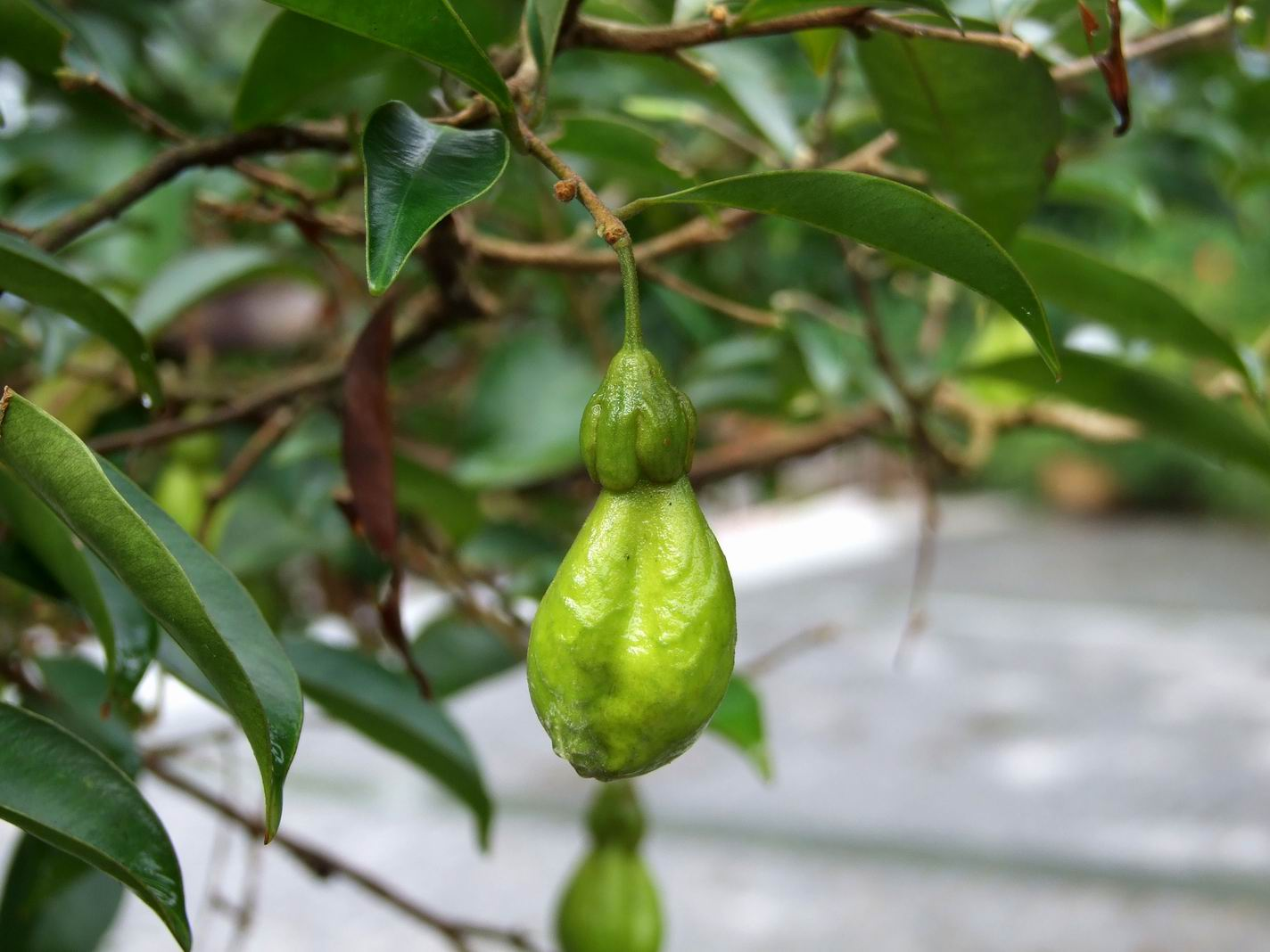
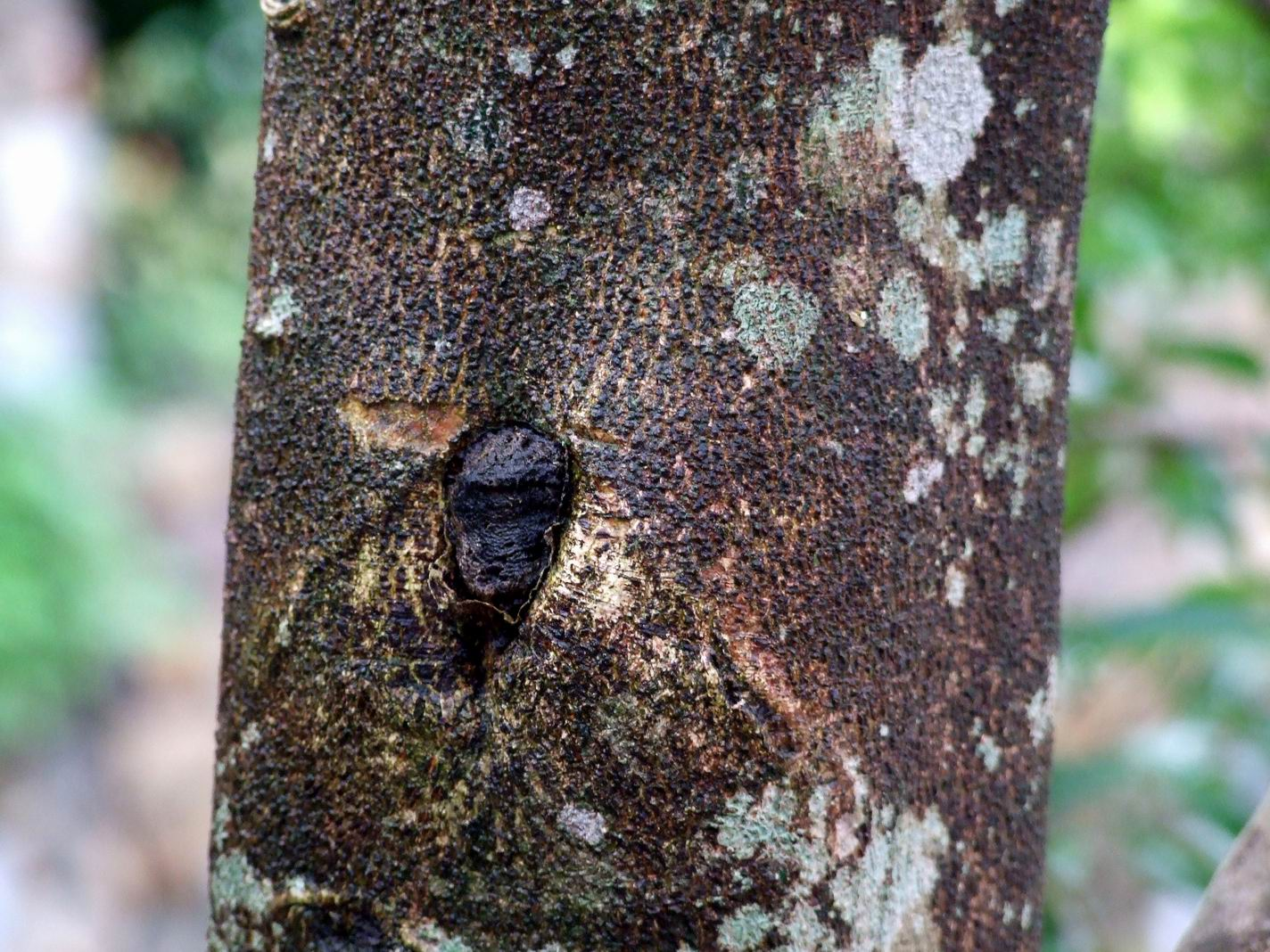
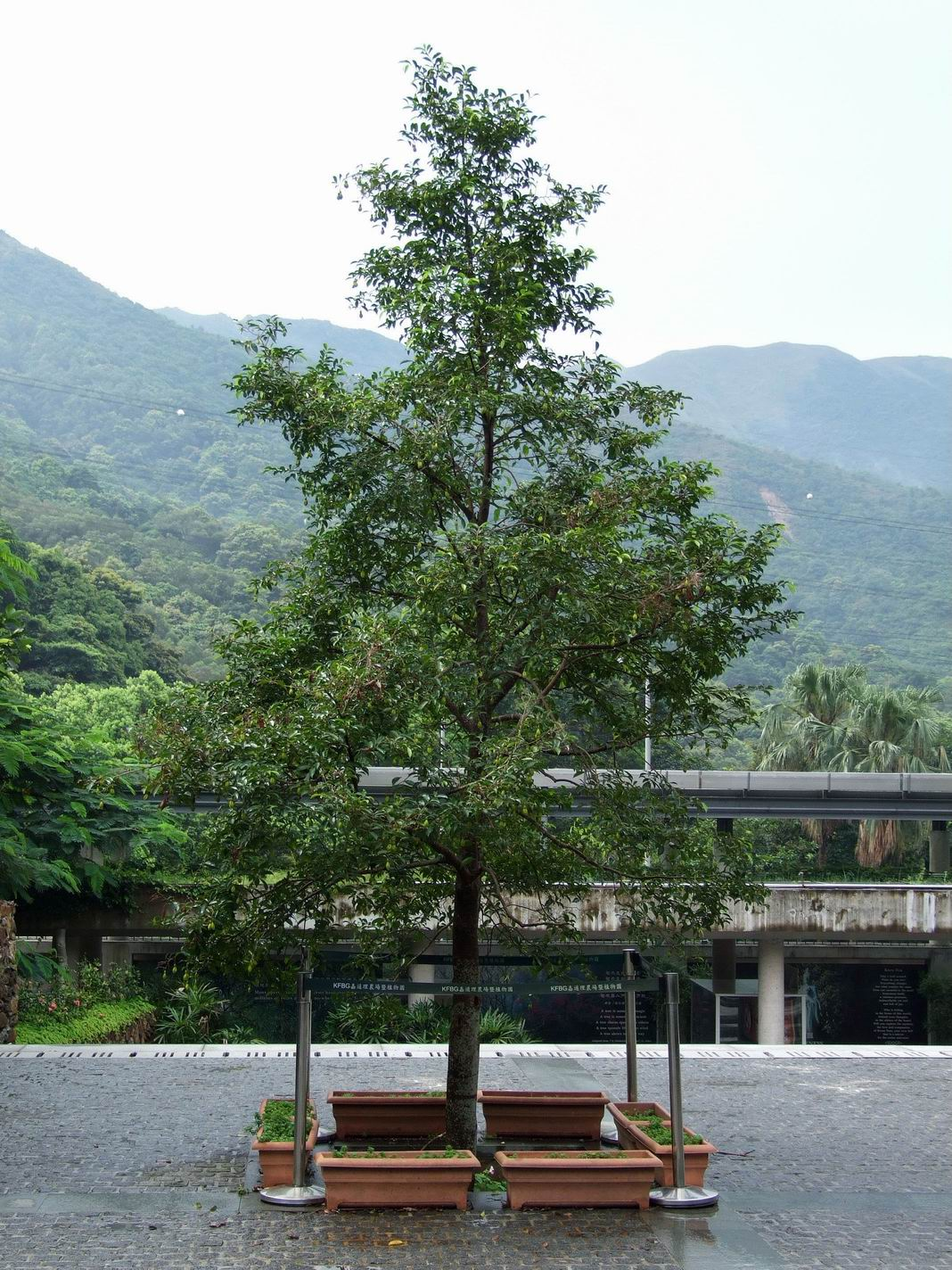